# ريبال وهبه
ريبال وهبه (مواليد 1999) هي مرنمة مسيحية لبنانية.

## حياتها المهنية
حصلت على إجازة في التربية الموسيقية وعلم الموسيقى من الجامعة الأنطونية، لبنان عام 2020، ودبلوم الموسيقى البيزنطية من مدرسة الموسيقى البيزنطية في أبرشية أثينا المقدسة، اليونان عام 2021. وبالتوازي مع ذلك، واصلت تدريبها الموسيقي في الغناء الشرقي والعزف على البيانو والعود (آلة شرقية عربية). وبصرف النظر عن الحفلات الموسيقية، فهي تعطي دروسًا في الموسيقى البيزنطية والشرقية.
في عام 2019، أقامت أول حفل موسيقي دولي لها في مهرجان براشوف، رومانيا، إلى جانب الكاهن الروماني والعازف المنفرد القس ألكسندرو غريغوراش، والمنشدين اليونانيين فانجيليس جكيكاس وجيرونتيسا مريم سكوردا. في وقت لاحق من العام، سجلت ريبالي أول قرص مضغوط لها بعنوان يا روحي، في براشوف، تحت رعاية المهرجان.